# Токсикомания
Токсикомания (от лат. toxicus «ядовитый», далее от др.-греч. τοξικόν φάρμακον «яд для стрел» + др.-греч. μανία «страсть, безумие, влечение») — совокупность болезненных состояний, характеризующихся влечением и привыканием к приёму лекарственных средств и других веществ, не относимых к наркотическим согласно государственному «списку контролируемых веществ» и международным договорам. Характеризуются хронической интоксикацией, наличием синдромов психической и/или физической зависимости.

## Терминология
Термин «токсикомания» является малоупотребительным в мировой медицинской практике, поскольку в англоязычном медицинском лексиконе любые формы добровольной интоксикации одинаково классифицируются как «злоупотребление веществами» (англ. substance abuse) и не дифференцируются. Данное понятие используется главным образом на постсоветском пространстве, где это явление отличают от наркомании по причине доступности токсических агентов в свободной продаже в отличие от наркотиков (ввиду чего токсикомания долгое время не являлась правонарушением до внесения соответствующих дополнений в уголовное законодательство), и во Франции (фр. toxicomanie). В Международной классификации болезней десятого пересмотра (МКБ-10) и Диагностическом и статистическом руководстве по психическим расстройствам данный термин не используется. В адаптированной для использования версии в России МКБ-10 токсикомания входит в диагноз «синдром зависимости» (F1x.2), а острая интоксикация (опьянение) при токсикомании — в «острая интоксикация» (F1x.0). В России в целях обозначения токсикоманий при постановке диагноза к коду добавляется русская буква «Т», например F18.30Т для диагноза токсикомании с неосложнённым синдромом отмены летучих растворителей.

## Неонатальный абстинентный синдром
Наркотическая зависимость женщины во время беременности приводит в последующем к развитию у новорождённого неонатального абстинентного синдрома (НАС). Синдром возникает у младенцев вследствие прекращения внутриутробного воздействия лекарств, вызывающих зависимость. НАС бывает пренатальным, вызванным прекращением приема лекарств беременной матерью, и послеродовым, вызванным прекращением приема лекарств после рождения младенца. НАС может иметь серьёзные и опасные для жизни последствия. Пристрастие к наркотикам, таким как алкоголь, у будущих мам вызывает не только НАС, но и ряд других проблем, которые могут постоянно влиять на ребёнка на протяжении всей его жизни.

## Отличия и сходства с наркоманией
Медико-биологических различий между токсикоманией и наркоманией не существует. Отличие, в первую очередь, заключается в типе употребляемых веществ: токсикоманы предпочитают химические вещества, обладающие одурманивающим или галлюциногенным действием, но официально не причисленные к наркотикам, а соответственно не запрещенные и свободно продаваемые. Ещё одно отличие характеризуется способом употребления веществ. Наркоманы применяют довольно разнообразные методы введения наркотика в организм: курение, глотание, вдыхание через нос, инъекции, капли в глаза, напиток, еда.

## Виды токсикомании по типу химических субстанций
Распространённым видом токсикомании является употребление средств бытовой и промышленной химии. Этот вид чаще наблюдается среди детей и подростков и является социальной проблемой, иногда называемой «детской наркоманией». Данный тип токсикомании обычно заключается во вдыхании испарений лаков, красок, растворителей, эфира, замазки, бензина, пропана, бутана, изобутана, некоторых видов клея (популярными среди токсикоманов являются клеи, содержащие в своем составе толуол). Ещё токсикоманы могут нюхать стиральные порошки и подобные моющие средства. Отравляющий эффект возникает от воздействия ароматических и алифатических углеводородов на центральную нервную систему. Попадание указанных веществ в организм чревато достаточно быстрым развитием тяжёлых поражений центральной нервной системы, психоорганического синдрома, необратимого падения интеллекта, влекущего за собой инвалидизацию.
Объектом токсикомании могут также служить лекарственные средства, содержащие психоактивные вещества, в повышенных дозах: противокашлевые средства, транквилизаторы, антипаркинсонические препараты, холинолитические препараты (злоупотребление циклодолом, антидепрессанты, злоупотребление димедролом) и седативные средства. Такая токсикомания отличается несколько более низким уровнем наносимого вреда в сравнении с ингаляционной токсикоманией.

### Алкоголизм
Алкоголизм (этилизм) — наиболее распространённый вид токсикомании, связанный с систематическим злоупотреблением этанолом в дозах, вызывающих алкогольное опьянение и хроническую интоксикацию. Но алкоголизм и токсикоманию принято разделять на разные явления, так как они абсолютно различны в социальном плане.
Как депрессант центральной нервной системы, алкоголь оказывает успокаивающее действие на ум и тело. У людей, злоупотребляющих алкоголем, часто бывают эпизоды сонливости, спутанности сознания, невнятной речи, замедленных рефлексов и потери координации. Они могут набрать вес из-за чрезмерного употребления алкоголя, а их лица могут стать опухшими или покрасневшими. Злоупотребление алкоголем может вызывать нарушения сна, приводящие к бессоннице или длительному сну. Когда люди, страдающие алкогольной зависимостью, прекращают пить даже на несколько часов, у них начинают проявляться симптомы отмены, включая тремор, беспокойство, раздражительность, тошноту или усталость. Пьяные, длительное время употребляющие алкоголь, могут испытывать судороги, внезапные скачки артериального давления, лихорадку и галлюцинации — состояние, называемое горячим делирием или СД, — если они внезапно бросают пить.

### Барбитуризм
Барбитуризм, барбитуратизм, или барбитуромания, — разновидность токсикомании, связанная с систематическим приёмом больших доз барбитуратов и состоянием хронической интоксикации.

### Кофеинизм
Кофеинизм (кофеиномания, кофеинофагия, теизм) — форма токсикомании, связанная с длительным злоупотреблением кофеином в чистом виде или в составе различных продуктов.

### Мускаринизм
Мускаринизм — форма токсикомании, связанная с пристрастием к приёму сушёных или сырых мухоморов (обычно — красных), содержащих мускарин.

### Никотинизм
Никотинизм — наряду с алкоголизмом, одна из самых распространённых форм токсикомании. Обычно приём никотина осуществляется в форме курения табака.

### Хлорализм
Хлорализм (хлораломания) — форма токсикомании, связанная со злоупотреблением хлоральгидратом.

### Толуолосодержащие препараты
Так как толуол в чистом виде запрещён на территории РФ, в розницу купить его довольно тяжело, поэтому токсикоманы применяют толуолосодержащие вещества: это могут быть разные марки клеев, лаков и растворителей, которые вдыхаются через пакет. В зависимости от уровня концентрации толуола галлюциногенный эффект возникает с разной продолжительностью вдыхания.

### Бензины
Несмотря на рост стоимости бензина, всё равно она намного ниже, чем цены тех же растворителей, но его эффект приблизительно такой же, как от толуолосодержащих веществ. Употребление паров бензина производится не только через пакеты, но и через пластиковые бутылки.

### Бытовой газ
Основным источником бытового газа являются баллоны для заправки зажигалок, а также сами зажигалки. Ингаляция газа производится путём зажатия зубами клапана баллона, совмещённого с глубоким вдохом. После нескольких глубоких вдохов наступают галлюцинации на несколько минут. Газовая токсикомания (в народе «сниффинг») является наиболее опасным типом токсикомании.
Газ не оставляет после себя запаха, имеет не настолько противный вкус и легко улетучивается.
Но в то же время он может вызвать удушье за счёт заполнения лёгких и вытеснения кислорода потерю сознания со смертельным исходом. Именно удушье в результате вытеснения из лёгких атмосферного воздуха является наиболее частой причиной смерти газовых токсикоманов[уточнить]. Стоит помнить, что рассчитать галлюциногенную и смертельную дозу газа практически невозможно.
Также не стоит забывать, что средний срок жизни заядлого системного токсикомана редко превышает 2 года со дня начала регулярного употребления бытовой химии не по назначению .

### Инсулиномания
Как правило, встречается в стационаре. Больные диабетом второго типа вводят повышенные дозировки инсулина, вызывая гипогликемию, которая характеризуется эйфорией, головокружением, дереализацией, спутанностью сознания.

## Пассивная токсикомания
Пассивная токсикомания — это явление, при котором сама жертва химического отравления не планирует употребление какого-либо химиката, но в процессе работы (например, ремонта квартиры, мебели, или изготовления тех или иных изделий) вдыхает испарения тех самых веществ, в результате чего может получить токсическое опьянение и галлюцинации. Чаще всего это происходит в замкнутом пространстве. Для борьбы против этого используются противогазы, респираторы и вентиляция, но часто происходит так, что некоторые условия не позволяют соблюдать технику безопасности при обращении с подобными веществами. Также было зафиксировано немало случаев, когда после использования некачественных отделочных материалов и ЛКМ другого предназначения закрытое помещение превращалось буквально в газовую камеру. То есть человек, живущий или работающий в подобных помещениях, может стать жертвой токсического отравления.

## Токсикомания в СССР и на постсоветском пространстве
На рубеже 1960-70-х годов в СССР среди молодёжи в возрасте 10—20 лет стала распространяться токсикомания на толуолосодержащих веществах, в основном растворителях, также стал набирать популярность бензин. В дальнейшем в 1979 году появился клей «Момент-1», ставший самым популярным препаратом среди токсикоманов и остававшийся таковым до конца 1990-х годов, пока из его состава не исключили толуол. На смену пришли другие толуолосодержащие препараты бытовой химии. Также в конце 2000-х и начале 2010-х годов стал приобретать популярность бытовой газ в баллончиках, предназначенный для зажигалок, а также газ в самих зажигалках, особенно дешёвых «прозрачных», так как в таких зажигалках, настроив подачу газа на максимум, можно получить достаточно мощную струю газа для ингаляции. Кроме того, зажигалки и баллоны для них свободно продаются и не оставляют запаха после употребления. В одной только России за год погибает до нескольких десятков газовых токсикоманов. На постсоветском пространстве и в странах Восточной Европы токсикомания стала неотъемлемой частью быта уличных беспризорников.

## Борьба против токсикомании

### Промышленная
В конце 1990-х годов компания Хенкель исключила из состава клея «Момент» толуол, заменив его ацетоном и тем самым отбив интерес токсикоманов к своему клею. В 1999—2000 году на упаковке так и писалось «Новая формула без толуола».
До конца 1990-х клей «Момент» считался чуть ли не синонимом токсикомании. Существует множество СИЗ (противогазы, респираторы и др.) для предотвращения пассивной токсикомании в условиях работы. Некоторые производители привлекательной для токсикоманов бытовой химии сами запрещают её продажу несовершеннолетним.

### Законодательная
Ряд региональных законодательств РФ запрещает продажу несовершеннолетним целого ряда наименований бытовой химии, содержащей толуол, но на федеральном уровне таких ограничений пока нет. Также в РФ на федеральном уровне, как и во многих других странах мира, токсическое опьянение приравнивается к алкогольному и наркотическому со всеми вытекающими последствиями для задержанного, как, например, лишение прав или даже лишение свободы. Само употребление бытовой химии не по назначению на территории РФ не запрещено никаким законодательством.

### План лечения больных токсикоманией
Первый (предварительный этап):
- Прекращение употребления токсического вещества,
- дезинтоксикационная терапия, витаминотерапия, симптоматическая терапия.

Основной этап:
- активная терапия антитоксическая
- условно-рефлекторная терапия,
- сенсибилизирующая терапия,
- немедикаментозная
- сорбционные методы (гемосорбция, гастроентеросорбцонная детоксикация)
- психотерапия:
- индивидуальная психотерапия гипносугестивная,
- коллективная суггестивная терапия,
- опосредованная психотерапия (плацебо-терапия),
- эмоционально-стрессовая терапия (вариант «кодирование» по А. Р. Довженко),
- аутогенная тренировка.

Третий этап (поддерживающая терапия):
- поддерживающая терапия
- повторные курсы условно-рефлекторной и сенсибилизирующей терапии,
- стимулирующая терапия,
- трудотерапия,
- социотерапия — решение социальных, бытовых и семейных проблем.

Клиническая картина и течение каждой формы токсикоманий имеют свои особенности, что связано с фармакологической активностью препарата, и его токсикогенними свойствами.

## Официальные и неофициальные названия токсикомании
В русскоязычном обиходе официальное название токсикомании имеет много неофициальных названий как например «нюхачество», в английском языке есть прямой перевод этого слова «sniffing» от слова «sniff» что значит нюхать.
Также употребляется слово «пыхать», наравне с употреблением анаши. Также есть множество производных глаголов от звуков, издаваемых пакетом при вдыхании.
Самих токсикоманов часто называют «дышок», «нюхач» или «пыхач».

## Токсикомания в культуре

### В кино
- Во втором сезоне сериала «Мир! Дружба! Жвачка!» говорится, что от главного героя пахнет клеем «Момент».
- В фильме «Казённый дом» подростки из детского дома регулярно нюхают клей, что приводит к гибели одного из них.

### В музыке
Ужасная история была в 30-й школе:

Андрей Смирнов таблетки ел, вдыхал аэрозоли.

Вчера на педсовете трясли его карманы,

Кричала завуч: «Все вы — подонки, наркоманы!

Ишь, закатил глазищи, напился эфедрина!

Открыл бы лучше книжку истории, скотина!»
- Песня панк-рок группы «Ramones» под названием «Now I Wanna Sniff Some Glue» состоит из четырёх строчек и повествует о желании героя песни нюхать клей. Песня вошла в альбом 1976 года и стала объектом дебатов в Британском парламенте благодаря своей тематике.
- У советской трэш-метал группы «Клиника» есть песня «Токсикоман» с альбома «Лотерейный билет» (см. пример справа). Лирический герой этой песни — школьник-токсикоман по имени Андрей Смирнов — пил эфедрин, глотал солутан и вдыхал венгерский нитролак, купленный в хозтоварах. Эту проблему знают в тридатой школе, где он учится, на педагогическом совете его ругают.
- У группировки «Ленинград» песня «Звезда рок-н-ролла» начинается с куплета об употреблении клея «Момент» в качестве галлюциногена. Также употребление неназванной марки клея упоминается в песне «Выбора» из спектакля «День выборов».
- Британская дэт-метал группа Carcass в альбоме Necroticism – Descanting the Insalubrious имеет композицию «Воплощение злоупотребления растворителем» (Incarnate Solvent Abuse).
- У группы I.F.K. в песне «Вампиры» с альбома 2004 года есть строчка «Свет в конце тоннеля — тюбик, полный клея…». Песня повествует о маргинальных группах людей, в основном молодых, орудующих в спальных районах (отсюда и второе название песни — «Страх в спальных районах»), для которых токсикомания — очевидно одна из «радостей жизни».
- У группы «Сплин» во втором куплете песни «Гандбол» присутствуют строки, содержащие обращение одного героя к другому с предложением понюхать клей «Момент».